# 255 v.Chr.
Het jaar 255 v.Chr. is een jaartal volgens de christelijke jaartelling.

## Gebeurtenissen

### Carthago
- Xanthippus, Spartaans huurlingenleider, verslaat het Romeinse leger onder Marcus Atilius Regulus in de slag bij Tunis. Hij wordt door de Carthagers gevangengenomen.
- De Romeinse vloot evacueert de overlevenden, maar wordt tijdens een noodweer bij Sicilië uiteen geslagen en vernietigd, 284 schepen vergaan.
- Xanthippus wordt in Carthago als held gehuldigd, hij keert beladen met goud en geschenken naar Griekenland terug.

### Perzië
- Einde van de Tweede Syrische Oorlog, de vrede wordt bezegeld door een huwelijk tussen Antiochus II Theos en Berenice Syra, een dochter van Ptolemaeus II van Egypte.
- Diodotus I komt in opstand tegen Antiochus II van het Seleucidenrijk en sticht het koninkrijk Bactrië.

### Wetenschap
- Eratosthenes vindt het armillarium uit.

## Overleden
- Craterus, zoon van de gelijknamige Macedonische veldheer van Alexander de Grote